# DB-Baureihe VT 97
Als DB-Baureihe VT 97 wurden die ab 1958 eingesetzten Verbrennungstriebwagen (VT) mit Zahnstangenantrieb nach System Riggenbach der Deutschen Bundesbahn (DB) bezeichnet. Ab 1968 wurden sie mit der Einführung der EDV-gerechten Triebfahrzeugnummern als Baureihe 797 geführt. In ihrer Grundkonzeption, den Außenmaßen und der Innenraumgestaltung waren die acht VT 97 der weit verbreiteten Reihe VT 98 ähnlich, der Unterschied lag im Wesentlichen im Fehlen bzw. Vorhandensein des Zahnradantriebs.

## Geschichte
1962 wurden sechs Triebwagen als Zahnradbahnfahrzeuge ausgeführt und als Baureihe VT 97.9 eingeordnet; die zugehörigen Steuerwagen als VS 97 001 bis 006. Der Zahnradantrieb wurde von der Schweizerischen Lokomotiv- und Maschinenfabrik geliefert. Diese Schienenbusse wiesen wegen der Teilung der Zahnstangen einen leicht reduzierten Achsstand von 5950 mm auf. Die Höchstgeschwindigkeit bei Bergfahrt im Zahnstangenbetrieb betrug 15 km/h, im Adhäsionsbetrieb 90 km/h. Die VT 97 901 bis 906 verkehrten ab dem 27. Mai 1962 auf der Bahnstrecke Reutlingen–Schelklingen.
Der VT 97 901 wurde Anfang 1964 zum Bahnbetriebswerk Passau umgesetzt und verkehrte von 1964 bis 1965 mangels geeigneter Zahnradlokomotiven als Schlepptriebwagen im Güterverkehr auf der Bahnstrecke Erlau–Wegscheid. So wurden zwei weitere Triebwagen für die Strecke nach Wegscheid bestellt, doch am 28. Januar 1965 machte ein Felssturz die Strecke unpassierbar. Der Schienenbus wurde nun im Bahnbetriebswerk Tübingen stationiert und erhielt am 1. Januar 1968 die EDV-gerechte Fahrzeugnummer 797 901-6.
Zum gleichen Datum wurden auch die VT 97 902 bis 908 in 797 902 bis 908 umgezeichnet. Die bereits bestellten VT 97 907 und 908 kamen nach der Anlieferung im Jahre 1965 direkt zum Bahnbetriebswerk Tübingen.
Nach Aufgabe der Zahnstangenstrecken wurde der Zahnradantrieb zwischen 1970 und 1973 ausgebaut. Die Fahrzeuge wurden ab dem 1. Januar 1973 in 797 501 bis 508 umbezeichnet. Ihr Einsatzgebiet war dann unter anderem die Voralbbahn, bis auch diese Strecke am 27. Mai 1989 stillgelegt wurde. Drei Triebwagen (797 502, 503 und 505) sowie zwei Steuerwagen (VS 97 604 und 605) befinden sich im Besitz der Freunde der Zahnradbahn Honau-Lichtenstein e. V.
Auf der Bahnstrecke Koblenz–Waldshut verkehrte im Pendelverkehr ein Schienenbus grenzüberschreitend in die Schweiz.